# Dorotea Mercuri
Dorotea Mercuri (Torino, 4 maggio 1974) è un'attrice cinematografica e modella italiana.

## Biografia
Di padre italiano e madre greca, trascorre l'infanzia tra l'Italia e la Grecia. In particolare, si trasferisce in Grecia all'età di dodici anni dove, però, frequenta la scuola italiana, avendo maggiore dimestichezza con questa lingua. Le sue tendenze artistiche sono rivolte particolarmente alla danza; studia infatti danza classica e flamenco, mentre approda alla carriera di modella quasi per caso, in Grecia, a soli 17 anni e, successivamente,  si afferma nel mondo della moda, viaggiando in Europa, tra Parigi, Londra e Milano.
Si trasferisce a New York all'età di diciannove anni, dove frequenta il Fashion Institute of Technology e, intanto, studia recitazione presso il Lee Strasberg Theatre Institute e anche presso l'Actor's Studio.
Parla sei lingue (italiano, greco, inglese, spagnolo, francese, portoghese). La Mercuri è anche cantante.
Vive tra l'Italia e la Grecia, è sposata con Artico Gelmi di Caporiacco (ex marito di Beatrice Carafa d’Andria) e ha due figlie.

## Carriera
Debutta nel cinema con il film greco “The Attack of the Giant Mousaka” (titolo italiano "L'attacco alla moussakà gigante"), diretto da Panos Koutras (1996). 
Ha il suo primo ruolo da protagonista nel film indipendente " And She Was " (titolo italiano “Lei era“) con la regia Frank Rainone (2001) e, successivamente, nel film greco-statunitense”Lisa e gli altri”, di Nikos Perakis.
Nel 2004, in Italia, gira sotto la regia di Giovanni Veronesi,” Che ne sarà di noi”. Nel 2006, in Grecia, recita in fiction televisive come “An M'agapas”, versione greca della fortunata serie italiana Incantesimo. Nel 2006, gira sotto la regia di Aliki David il film “Fishtales” e nella co-produzione greco- USA “Without Borders”, di Nicos Gaitatjis.
Nel 2009, partecipa al film-tv russo Anna German, di V.Kshystek nel quale interpreta Dalida e nel 2010, in Italia, gira il thriller Taglionetto, di Federico Rizzo. 

## Filmografia parziale

### Cinema
- The Attack of the Giant Mousaka, regia di  Panos Koutras (1996)
- Madame Zander, regia di  Patrick Milani (1999)
- Dedicated to Sophia, regia di Penelope Fortier (2000)
- And She Was , regia di  Frank Rainone (2001)
- Lisa e gli altri, regia di  Nico Perakis (2002)
- Che ne sarà di noi, regia di Giovanni Veronesi (2004)
- Fishtales, regia di Alki David (2006)
- Without Borders, regia di Nick Gaitatjis (2008)
- Anna German, film tv russo, regia di  Valdemar Kshystek (2009)
- Taglionetto, regia di Federico Rizzo (2010)